# БМВ X7
„БМВ X7“ (BMW X7) е модел автомобили с повишена проходимост (сегмент J) на германската компания „БМВ“, произвеждан в Грер от 2019 година.
Моделът е въведен като най-големият в серията от 7 модела с повишена проходимост на марката и при въвеждането му е най-големият автомобил в историята на „БМВ“.